# アルバコア (AGSS-569)
|          |                                               |
| 艦歴     |                                               |
| 発注     | 1950年11月24日                                |
| 起工     | 1952年3月15日                                 |
| 進水     | 1953年8月1日                                  |
| 就役     | 1953年12月6日                                 |
| 退役     | 1972年12月9日                                 |
| その後   | 博物館船として公開                            |
| 除籍     | 1980年5月1日                                  |
| 性能諸元 |                                               |
| 排水量   | 満載 1,540トン                                |
| 全長     | 62.1 m 水線長 60.9 m                          |
| 全幅     | 8.2 m                                         |
| 吃水     | 6.7 m                                         |
| 機関     | ディーゼル2基、電動モーター1基                |
| 最大速   | 水上 25ノット、水中 33ノット                  |
| 兵員     | 士官5名、兵員49名                             |
| 兵装     | 無し                                          |
| モットー | Praenuntius Futuri (Forerunner of the Future) |
|          |                                               |

アルバコア(USS Albacore, AGSS-569)は、アメリカ海軍の潜水艦。涙滴型船体の先駆けとなった実験潜水艦であり、同型艦はない。艦名はマグロの一種ビンナガマグロに因む。その名を持つ艦としてはガトー級潜水艦7番艦(SS-218)以来3隻目。その設計はドイツのXXI型 Uボートの影響を大きく受けた。 

## 艦歴
アルバコアは1952年3月15日にメイン州キタリーのポーツマス海軍造船所で起工する。1953年8月1日にJ・E・ジョワーズ夫人（アルバコア (USS Albacore, SS-218) の機関長アーサー・L・スタントンの未亡人）によって進水し、1953年12月6日に艦長ケネス・C・ガンマーソン少佐の指揮下就役した。

### 退役
ディーゼルエンジンの頻繁な故障により予定された計画の遅れを生じ、アルバコアの SURPASS 計画支援配備は取り消され、不活性化の準備が始められた。アルバコアは1972年12月9日に退役し、ペンシルベニア州フィラデルフィアで保管された。1980年5月1日に除籍され、1984年4月後半にポーツマスに牽引される。アルバコアはポーツマスの乾ドックに牽引される途中に、ポーツマス湾で泥の中に立ち往生した。1985年にアルバコアは記念物とされた。
アルバコアは20年以上におよぶ実験潜水艦としての活動で、海軍の流体力学に関する理論と実際に関するデータ収集に大きく貢献し、それはより速く、より静かで、より安全であり、高機動性を持つ潜水艦の設計に役立てられた。海軍はアルバコアの運用でもたらされた潜水時に最適な船体を建造する努力と、核動力による高出力を1956年春に起工したスキップジャック (USS Skipjack, SSN-585) で結びつけた。この二つの概念は後に建造された全ての潜水艦においてお互いを補足し合った。
アルバコアは現在ニューハンプシャー州ポーツマスのポーツマス港海事博物館およびアルバコア公園で展示される。アルバコアは国家歴史登録財に89001077番として登録されている。また、1989年4月11日に国定歴史建造物に指定された。